# Komenda Rejonu Uzupełnień Gdynia

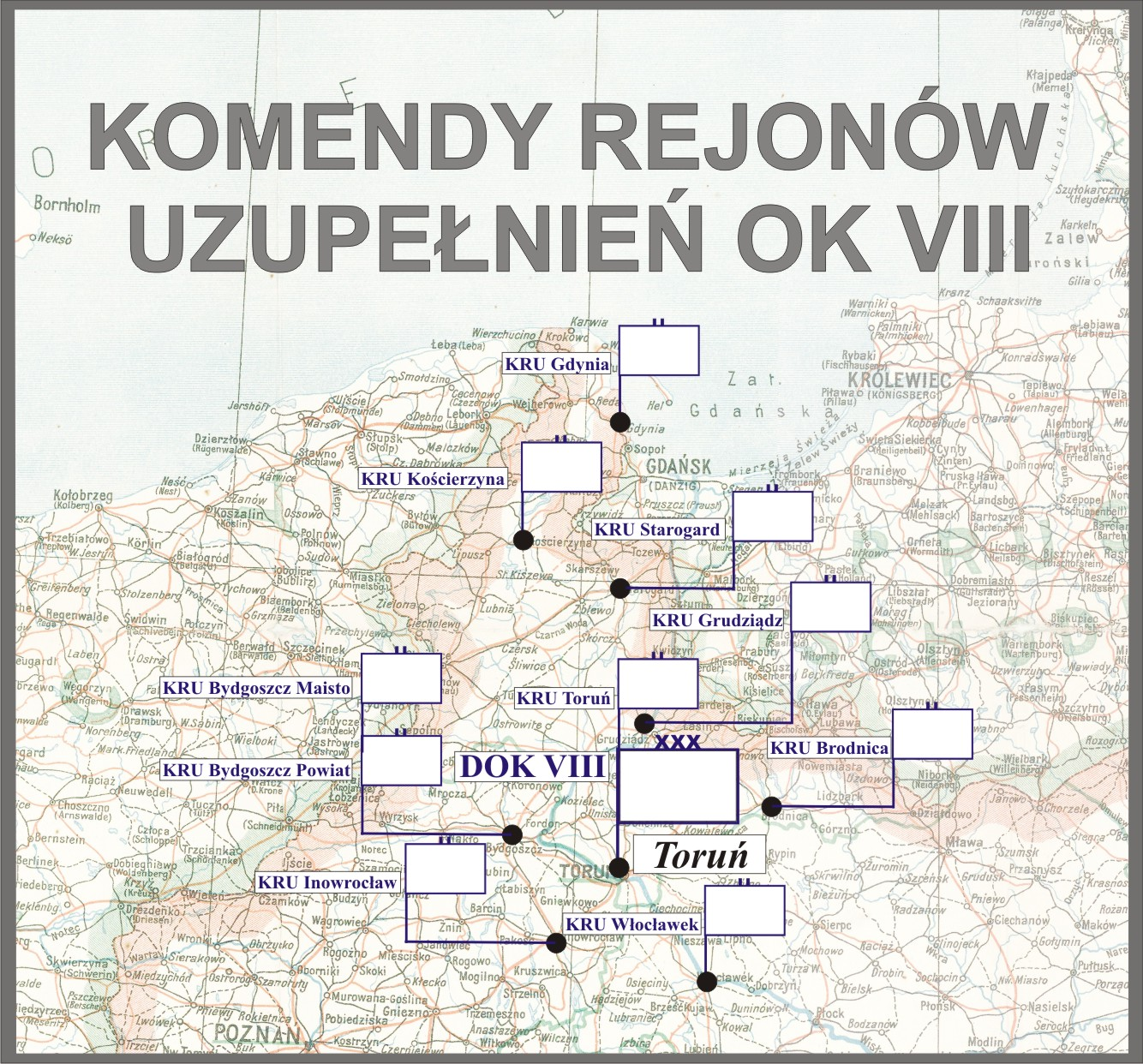
Komendy rejonów uzupełnień OK VIII

Komenda Rejonu Uzupełnień Gdynia (KRU Gdynia) – organ wojskowy właściwy w sprawach uzupełnień Sił Zbrojnych II Rzeczypospolitej i administracji rezerw w powierzonym mu rejonie.

## Historia komendy
Jesienią 1930 roku na obszarze Okręgu Korpusu Nr VIII została utworzona Powiatowa Komenda Uzupełnień Gdynia, która administrowała miastem Gdynia i powiatem morskim, który został wyłączony z PKU Kościerzyna. W grudniu tego roku komenda posiadała skład osobowy typ IV.
PKU Gdynia funkcjonowała na podstawie ustawy z dnia 23 maja 1924 roku o powszechnym obowiązku służby wojskowej oraz rozporządzeń wykonawczych do tejże ustawy, a także „Tymczasowej instrukcji służbowej dla PKU”, wprowadzonej do użytku rozkazem MSWojsk. Dep. Piech. L. 100/26 Pob.
Zadania i organizacja PKU określone zostały w wydanej 27 maja 1925 roku instrukcji organizacyjnej służby poborowej na stopie pokojowej. W skład PKU Gdynia wchodziły dwa referaty: I) referat administracji rezerw i II) referat poborowy.
Z dniem 1 października 1935 roku minister spraw wojskowych zaliczył PKU Gdynia do II typu składów osobowych według organizacji służby uzupełnień na stopie pokojowej.
1 lipca 1938 roku weszła w życie nowa organizacja służby uzupełnień, zgodnie z którą dotychczasowa PKU Gdynia została przemianowana na Komendę Rejonu Uzupełnień Gdynia przy czym nazwa ta zaczęła obowiązywać 1 września 1938 roku, z chwilą wejścia w życie ustawy z dnia 9 kwietnia 1938 roku o powszechnym obowiązku wojskowym. Obok wspomnianej ustawy i rozporządzeń wykonawczych do niej, działalność KRU Gdynia normowały przepisy służbowe MSWojsk. D.D.O. L. 500/Org. Tjn. Organizacja służby uzupełnień na stopie pokojowej z 13 czerwca 1938 roku. Zgodnie z tymi przepisami komenda rejonu uzupełnień była organem wykonawczym służby uzupełnień.
Komendant Rejonu Uzupełnień w sprawach dotyczących uzupełnień Sił Zbrojnych i administracji rezerw podlegał bezpośrednio dowódcy Okręgu Korpusu Nr VIII, który był okręgowym organem kierowniczym służby uzupełnień. Rejon uzupełnień obejmował miasto Gdynia oraz powiat morski i powiat kartuski, który został wyłączony z PKU Kościerzyna. Dowódcy Floty przysługiwało prawo wglądu w prace KRU Gdynia i otrzymywania wszelkich informacji z tej KRU w zakresie administracji rezerw Marynarki Wojennej i jednostek wojska przydzielonych do Marynarki Wojennej z terenu podległego dowódcy Floty.
W planie mobilizacyjnym „W” KRU Gdynia nie została obarczona zadaniem formowania innych oddziałów. Po ogłoszeniu mobilizacji funkcjonowała na podstawie etatu pokojowego. Pod względem ewidencji i uzupełnień miała być przydzielona do Ośrodka Zapasowego 15 DP.
17 września 1939 roku kpt. Julian Fabicki objął dowództwo 6. kompanii 2 morskiego pułku strzelców i na jej czele walczył w obronie Kępy Oksywskiej.
| Lista oficerów zajmujących kierownicze stanowiska w PKU i KRU Gdynia | Lista oficerów zajmujących kierownicze stanowiska w PKU i KRU Gdynia | Lista oficerów zajmujących kierownicze stanowiska w PKU i KRU Gdynia | Lista oficerów zajmujących kierownicze stanowiska w PKU i KRU Gdynia |
| Stanowisko etatowe                                                   | Stopień, imię i nazwisko                                             | Okres pełnienia obowiązków                                           | Uwagi                                                                |
| -------------------------------------------------------------------- | -------------------------------------------------------------------- | -------------------------------------------------------------------- | -------------------------------------------------------------------- |
| komendant                                                            | mjr kanc. / żand. Maksymilian Gawlik                                 | IX 1930 – III 1934                                                   | dyspozycja dowódcy OK VIII                                           |
| komendant                                                            | mjr dypl. piech. Wiktor Pawłowicz                                    | IV 1934 – 1939                                                       | niewola niemiecka                                                    |
| kierownik I referatu i zastępca komendanta                           | kpt. piech. Józef Krasowski vel Eugeniusz Krassowski                 | IX 1930 – IV 1933                                                    | PKU Dębica                                                           |
| kierownik I referatu i zastępca komendanta                           | kpt. piech. Leon Edward Cepurski                                     | od IV 1933, był w VI 1935                                            |                                                                      |
| kierownik I referatu i zastępca komendanta                           | kpt. adm. (piech.) Stanisław Szwajkowski                             | II 1937 – IX 1939                                                    | niewola niemiecka                                                    |
| kierownik II referatu                                                | por. piech. / kpt. adm. (piech.) Julian Walenty Fabicki              | IX 1930 – IX 1939                                                    | niewola niemiecka                                                    |